# 石津幸恵
石津 幸恵（いしづ さちえ、1992年9月3日 - ）は、東京都出身の女子テニス選手。WTAランキング自己最高位はシングルス162位、ダブルス287位。JTAランキング自己最高位は7位。右利き、バックハンド・ストロークは両手打ち。身長164cm、体重52kg。筑波大学在学中。

## 来歴・人物
東京都生まれ。母親の石津寿恵は現在、明治大学経営学部会計学科教授。
父で自身のコーチである石津泰彦の影響で4歳からテニスを始める。
6歳の時に過疎地の地域医療に携わる医師である父の都合で、福島県鮫川村へ移住。その5年後に北海道北村（現岩見沢市北村）へ移住し、中学校卒業まで過ごす。2007年、中学3年の時には作文コンクールで5冠を達成。
土浦日本大学高等学校へ進学するのと同時に、現住地である茨城県土浦市へ移住し現在に至る。
プライベートでは、両親と猫三匹と暮らしているという(北海道新聞2010年9月22日付より)。

### プロ転向前
小学2年生の時に出場した福島県大会（U-12部門）で優勝したのを皮切りに、以降の県大会では18回連続優勝を成し遂げる。小学6年生の時に出場した全国大会で初めて全国優勝を飾る。2006年からITFジュニアサーキットへ参戦。翌2007年からはITFウーマンサーキットへ参戦。ウーマンサーキットでは、2010年現在まで5度優勝している。ジュニアサーキットでは2010年1月にカサブランカカップで優勝すると、7月にウィンブルドンの女子ジュニア部門で準優勝を飾る。日本人選手としては、1969年の沢松和子以来41年ぶりの快挙であった。2010年8月11日に同年10月1日付けでのプロ転向を発表。所属先はヨネックスとなる見込み。
8月15日にシンガポールで行われたユース五輪に日本代表として出場したが、対戦したイロナ・クレメン（ベラルーシ）に3-6、3-6のストレート負けを喫し、初戦から姿を消した。